# Lista de vereadores de Euclides da Cunha da 5.ª legislatura
Esta é a lista de vereadores de Euclides da Cunha para a legislatura 1963–1966.

## Vereadores
|    | Vereadores eleitos          | Partido |
| 1  | José Camerindo de Abreu     |         |
| 2  | Teófilo Paiva Guimarães     |         |
| 3  | Aloísio Batista de Carvalho |         |
| 4  | Cecílio Demétrio dos Santos |         |
| 5  | Antenor Dantas de Andrade   |         |
| 6  | Anfilófio Dantas de Santana |         |
| 7  | Jaime Amorim da Silva       |         |
| 8  | Raimundo Dantas Lima        |         |
| 9  | Cosme Matias de Araújo      |         |
| 10 | Joel Canário de Araújo      |         |
| 11 | Enock Canário de Araújo     |         |

## Legenda
| Cor  | Significado          |
| Bege | Presidente da Câmara |
| Azul | Suplente             |